# Хайма (приток Ямжи)
Хайма — река в России, протекает по Великоустюгскому району Вологодской области. Правый приток реки Ямжа (иногда Ямжа рассматривается как левый приток Хаймы).

## География
Река Хайма берёт начало восточнее урочища Ситьково. Течёт на юго-восток, пересекает автодорогу «Великий Устюг — Бобровниково — Демьяново». Устье реки находится в 13 км по правому берегу реки Ямжа. Длина реки составляет 25 км.

## Данные водного реестра
По данным государственного водного реестра России относится к Двинско-Печорскому бассейновому округу, водохозяйственный участок реки — Северная Двина от начала реки до впадения реки Вычегда, без рек Юг и Сухона (от истока до Кубенского гидроузла), речной подбассейн реки — Сухона. Речной бассейн реки — Северная Двина.
Код объекта в государственном водном реестре — 03020100312103000013453.